# 清带幺
清帶幺（又叫清全帶幺、清幺，日本稱纯全带幺九，或略稱純全）是麻将的一种胡牌形式。在4个面子（顺子或刻子）和1个雀頭（对子）全部含有老頭牌（一九牌）时成立。廣東新章計3翻，日本麻雀門清时3翻，非門清時2翻。
國標麻雀僅有全帶幺番種，沒有清带幺番種，不論有沒有字牌都算4分，而沒有字牌的全帶幺可加計無字1分。

## 概要
可以使用的順子包括123和789这两种，刻子则包括111和999这两种。当然雀頭也要使用1或9。是混全带幺九的高级形式，可以將之理解为“沒有字牌的混全帶么九”。和混全带幺九一样，容易形成边张听牌和嵌张听牌。如果是两面听牌的话，最后和哪张牌会对得点的多少有巨大的影响。
另外，刻子比较多的纯全带幺九可能转变成清老頭的役满。（参照下面的第四个例子）

## 例子
听。和三色同順的複合。
如果来的话是纯全带幺九・三色同顺・一盃口・平和的复合，如果来，则三色同顺・平和复合。因此，不立直以便放过赢的点数较少的牌也是一种技巧。
听和，不过如果是就只有三色同順。
听就只有三色同刻，不过如果能摸到或者碰的话，可以打掉，改成听清老頭。顺便一提，清老頭很多是由想做国士无双失败(1・9牌的数量多于两个)或者从纯全带幺九变化而成的。

## 脚注
1. ↑  在不立直和立直的时候放过别人打出的，惩罚是不同的，前者是在自己摸下一张牌前无法和别人打出的，后者是永久不能荣和，只能自摸（因为立直振听的规则）。